# Asaf Jah II

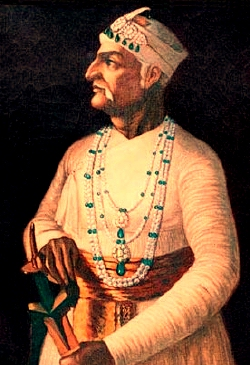
Asaf Jah II

Mir Nizam Ali Khan Siddiqi Bahadur, Asaf Jah II of Nizam Ali (24 februari 1734 - Haiderabad, 6 augustus 1803) was nizam van Haiderabad tussen 1762 en zijn dood in 1803. Hij was de tweede vorst van Haiderabad die officieel in zijn ambt werd bevestigd door de Mogolkeizer in Delhi, veertien jaar na de dood van zijn vader Asaf Jah I. Na de instabiliteit en opvolgingsstrijd die volgden op de dood van Asaf Jah I in 1748 heerste Asaf Jah II over een veel kleiner gebied. Aanvankelijk wist hij zijn macht te consolideren dankzij een ongemakkelijk bondgenootschap met de Britten tegen Mysore. Later lukte het de Britten via diplomatie en financiële dwang grote invloed over de nizam te krijgen.

## Levensloop

### Strijd om de opvolging (1748-1762)
Ali Khan Siddiqi was de (buitenechtelijke) vierde zoon van Chin Qilich Khan Siddiqi, de nizam ul-mulk Asaf Jah I, en van diens concubine Umda Begum. Na de dood van Asaf Jah I in 1748 volgden veertien jaar van instabiliteit waarin verschillende zoons en een kleinzoon van de overleden vorst elkaar de macht betwistten. De verschillende pretendenten sloten bondgenootschappen met externe partijen, met name de Fransen, Britten en Maratha's, aan wie in ruil voor militaire steun grote gebiedsdelen afgestaan werden. Op het moment dat Ali Khan Siddiqi in 1762 aan de macht kwam was van het gebied dat door zijn vader geregeerd werd nog ongeveer de helft over. 
Ali Khans voorganger en oudere broer Salabat Jang was elf jaar aan de macht gebleven dankzij de bescherming van een in Haiderabad gelegerd Frans regiment onder de markies de Bussy, die grote invloed over de nizam had. Tijdens de Derde Oorlog om de Carnatic werd de Bussy echter door de Franse opperbevelhebber Lally teruggeroepen naar de Carnatic. Toen eind 1758 een klein Brits legertje onder kolonel Forde de kustplaats Masulipatnam innam op de Fransen, voelde Salabat Jang zich bedreigd. Hij nodigde de Britten uit een regiment in Haiderabad te legeren en gaf ze het district rondom Masulipatnam in leen. De hovelingen in Haiderabad waren echter ontevreden met Salabat Jangs intriges met de Europeanen. Op 6 juli 1762 werd hij door hen in Bidar gevangengezet en later in zijn cel gewurgd. Ali Khan Siddiqi werd met steun van de Britten tot nieuwe nizam uitgeroepen. De Mogolkeizer Shah Alam II deed een farman uitgaan waarin hij Ali Khan als tweede nizam en subahdar ("onderkoning") van de Dekan erkende en de rechtmatige opvolger van zijn vader noemde.

### Eerste Oorlog tussen Mysore en de Britten
Nizam Ali was op zijn vader na de langst regerende nizam uit de geschiedenis van Haiderabad. Hij was ook de laatste nizam die persoonlijk zijn legers aanvoerde, maar had in tegenstelling tot zijn vader weinig militair talent. Hoewel hij met steun van de Britten aan de macht kwam, wantrouwde hij de Europeanen grondig en probeerde hij door de Britten en Fransen tegen elkaar op te zetten om onder de invloed van beide vandaan te komen. Zijn hof werd geplaagd door de intriges van de ministers en hovelingen. Het feit dat Nizam Ali zo lang aan de macht bleef en van Haiderabad in die periode de belangrijkste inheemse staat van zuidelijk India maakte, laat zien dat hij over aanzienlijke diplomatieke en politieke gaven beschikte. 
Aan het einde van de Brits-Franse oorlog moest eerst een oplossing gevonden worden voor het door de Britten geannexeerde kustgebied (de zogenaamde "noordelijke Circars"). In november 1766 sloot de nizam een verdrag met de Britse resident waarin de Britten de noordelijke Circars voor een jaarlijkse schatting van 900.000 rupees in leen kregen. Verder sloten de Britten zich aan bij een bondgenootschap tegen het Koninkrijk Mysore, ten zuiden van het rijk van de nizam. Naast de Britten had Nizam Ali ook de Maratha's, aartsrivalen van Haiderabad, in dit bondgenootschap betrokken. De sultan van Mysore, Haider Ali, had met behulp van Franse huurlingen een modern leger opgebouwd en vormde een bedreiging voor alle drie de partijen. Het was een ongemakkelijke verbintenis: geen van drie partijen vertrouwde de andere twee.
Wat volgde staat bekend als de Eerste Oorlog tussen Mysore en de Britten. Nizam Ali trok begin 1767 aan het hoofd van 17.000 troepen uit Haiderabad het gebied van Mysore binnen, om daar kamp op te slaan in afwachting van de Britse troepen uit Madras. Ondertussen begon hij onderhandelingen met Haider Ali, die inmiddels de Maratha's omgekocht had zich terug te trekken. Toen de Britten in april arriveerden, ontdekten ze dat de nizam overgelopen was naar Haider Ali en de twee zich nu gezamenlijk opmaakten voor een aanval op de Carnatic. In de oorlog die volgde trokken de troepen van Mysore door de Carnatic, om pas bij Tiruvannamalai tot staan te worden gebracht. Een Britse aanval op Haiderabad bracht de nizam tot onderhandelingen. In zijn tweede verdrag met de Britten (26 februari 1768) stond Nizam Ali de noordelijke Circars af aan de East India Company en zegde hij 2,5 miljoen rupees herstelbetalingen toe. De nizam werd gedwongen een Brits regiment in Haiderabad te accepteren, dat betaald werd uit zijn eigen schatkist.

### Derde oorlog met Mysore
Het vernederende verdrag en de Britse machtspolitiek zetten de nizam er toe contact te leggen met Nana Phadnavis, de belangrijkste minister aan het hof van de Maratha's in Poona, en met Haider Ali en diens opvolger Tipu Sultan in Mysore, om met hen tegen de Britten samen te smeden. Het vertrouwen van de nizam in de Britse bedoelingen werd enigszins hersteld toen de Britse gouverneur-generaal Warren Hastings in 1780 ingreep in de politiek van zijn ondergeschikten in Madras, en de ontslagen resident John Holland opnieuw in Haiderabad aanstelde. Hastings had goede redenen om de Britse machtspolitiek ten opzichte van Haiderabad af te zwakken, aangezien Haider Ali van Mysore dat jaar een zorgvuldig voorbereide oorlog tegen de Britten (1780-1784) begon en daarbij de Britse kolonies in de Carnatic bedreigde.
Hastings' opvolger, Lord Cornwallis, zette de Britse politiek van toenadering tot de nizam voort. Cornwallis had besloten af te rekenen met Mysore en smeedde een drieledig bondgenootschap van de Britten, Haiderabad en de Maratha's voordat hij de derde Britse oorlog met Mysore (1790-1793) begon. Nizam Ali stelde meer dan 10.000 ruiters ter beschikking. Ditmaal hield de nizam zich aan zijn woord, hoewel Britse commentatoren uit de tijd zich verwonderden over het gebrek aan discipline onder de troepen uit Haiderabad. Na de Britse overwinning werd de nizam beloond met op Mysore veroverd gebied langs zijn zuidgrens.

### Oorlog tegen de Maratha's
In 1792 arriveerde een groep Franse deserteurs onder leiding van Michel Joachim Marie Raymond in Haiderabad. De nizam nam Raymond in dienst om zijn troepen te trainen en binnen een paar jaar had de Fransman meer dan 10.000 goed gedrilde sepoys in dienst. De nizam probeerde met het Franse contingent ongetwijfeld ook tegengewicht te bieden aan de Britse aanwezigheid in Haiderabad.
Aangemoedigd door de overwinning op Mysore, liet Nizam Ali zich in 1794 door zijn diwan ("eerste minister") Aristu Jah overhalen een oorlog tegen de Maratha's te beginnen. Dit was tegen de zin van de nieuwe Britse gouverneur-generaal, John Shore, die de nizam wantrouwde. De Britse resident William Kirkpatrick reisde wel met de veldtocht mee, maar had de opdracht het Britse regiment in Haiderabad onder geen beding te laten deelnemen aan gevechtshandelingen.
De nizam trok met een 110.000 man sterk leger op voor een rechtstreekse aanval op Poona. De nizam had zijn harem meegenomen, wat een cruciale fout zou blijken. De vrouwen reisden in versluierde howdahs op de rug van een stoet olifanten, geëscorteerd door het enige vrouwelijke regiment onder de troepen. Nana Phadnavis bracht 130.000 Marathi troepen tegen de "Mogols" (zoals de inwoners van Haiderabad zich noemden) in stelling, waaronder vier goed getrainde brigades onder de Franse commandant Benoît de Boigne, die in dienst stonden van radja Mahadaji Shindia. De twee legers ontmoetten elkaar op 15 maart 1795 in de slag bij Khardla, een ruïne van een fort. Het pleit werd snel beslist dankzij de favoriete vrouw van Nizam Ali, die geschrokken van het krijgsgeweld de nizam overtuigde het strijdtoneel te verlaten en zich naar het fort te begeven, dat een slecht verdedigbare positie had. Toen de troepen van de nizam zagen dat hun aanvoerder zich terugtrok, sloeg de paniek toe en trok men zich overhaast terug naar het fort. De Maratha's omsingelden het fort en na een belegering van 22 dagen was de nizam gedwongen zich over te geven en een zeer ongunstig vredesakkoord te tekenen. Daulatabad, Ahmednagar en Sholapur werden aan de Maratha's overgedragen, waardoor de westgrens van het rijk van de nizam vrijwel onverdedigbaar werd. Daarnaast moest Haiderabad herstelbetalingen doen en werd de nizam gedwongen zijn oorlogszuchtige diwan, Aristu Jah, aan de Maratha's uit te leveren.
De nizam nam het de Britten kwalijk dat ze hem niet hadden bijgestaan, terwijl het Britse regiment uit de schatkist van Haiderabad betaald werd. De Fransman Raymond steeg echter in zijn aanzien en kreeg toestemming voor de werving van meer troepen en wapens.

### Groeiende Britse invloed
Naar aanleiding van de Franse Revolutie was oorlog tussen de Britten en Fransen uitgebroken. De Fransen hadden rond 1795 een sterke positie aan de hoven van de nizam van Haiderabad, de maharadja van Gwalior, de peshwa in Poona en Tipu Sultan in Mysore verkregen. Twee gebeurtenissen keerden het tij weer om ten gunste van de Britten.
Ten eerste lukte het de in Poona gevangen gehouden Aristu Jah om Nana Phadnavis te overtuigen hem vrij te laten en de nizam al het in 1795 afgestane gebied terug te geven. Eenmaal terug in Haiderabad liet Aristu Jah, een bondgenoot van de Britten, Raymond vergiftigen. Daarnaast werd in 1797 Richard Wellesley tot Britse gouverneur-generaal benoemd. Wellesley had de opdracht gekregen de Fransen uit India te verdrijven. Hij dankte veel aan de diplomatie van James Kirkpatrick, de nieuwe resident in Haiderabad die zijn oudere broer William opgevolgd had. De jongere Kirkpatrick was goed ingeburgerd in de Mogolcultuur en dankzij zijn kennis van de hofetiquette wist hij het vertrouwen van Nizam Ali te verwerven. Uiteindelijk wist Kirkpatrick de nizam te overtuigen het Franse regiment te ontbinden. In plaats ervan richtte Aristu Jah twee nieuwe regimenten op onder leiding van Ierse en Amerikaanse huurlingen. In 1798 sloot de nizam een verdrag met Kirkpatrick waarin hij nog eens 6000 reguliere Britse regimenten huurde.
Wellesley had Haiderabad nu stevig onder Britse controle. Nieuws over Napoleons expeditie in Egypte en geruchten over een op handen zijnde invasie in India maakten het des te belangrijker om Tipu Sultan uit de weg te ruimen. De vierde oorlog met Mysore van 1799 was een korte en eenzijdige militaire campagne, waarin de troepen van de nizam de Britten opnieuw bijstonden. Tipu sneuvelde tijdens de Britse bestorming van zijn hoofdstad Srirangapatna. De regimenten uit Haiderabad, aangevoerd door Nizam Ali's minister Mir Alam, speelden een sleutelrol. De nizam was echter teleurgesteld door de manier waarop Wellesley het veroverde gebied en de buit liet verdelen. In plaats van het grondgebied te verdelen onder de overwinnaars stelde hij in Mysore een marionet aan als radja over een kleine rompstaat.
Nizam Ali's gezondheid ging na 1796 snel achteruit en hetzelfde gold voor zijn geestelijke vermogens. In 1800 tekende hij een nieuw verdrag met de Britse resident Kirkpatrick, waarin Haiderabads buitenlandse politiek voortaan stevig in Britse handen kwam te liggen. In ruil leverden de Britten een groter aantal troepen dat diende ter verdediging van Haiderabad, maar waarvan de officieren onder de Britse gouverneur-generaal stonden. De nizam stierf in 1803 en werd opgevolgd door zijn zoon Sikander Jah, die van zijn vader alleen een positie als Britse marionet erfde.